# Chirotica productor
Chirotica productor là một loài tò vò trong họ Ichneumonidae.